# Giambattista Albertini
Giambattista Albertini, principe di Cimitile (Cimitile, 30 gennaio 1717 – Napoli, 12 aprile 1788) è stato un diplomatico e politico italiano del Regno di Napoli, Segretario di Stato  e Presidente del Consiglio delle Finanze durante il regno di Ferdinando I.

## Biografia
Figlio di Giuseppe Albertini, principe di Cimitile, principe di Sanseverino e marchese di San Marzano, patrizio Napoletano e di Isabella Lomellini,  ereditò tutti i titoli della casata alla morte del suo fratello maggiore nel 1753. Nel 1752 fu scelto da Carlo di Borbone per inviato napoletano a Londra,presso la corte di Giorgio II, dove rimase fino al 1763. A Londra si prodigò per stringere accordi commerciali che avrebbero favorito il Regno di Napoli e rafforzato la sua posizione sullo scacchiere italiano).
In questo periodo fu nominato, raro caso di straniero a Londra, membro della Royal Society (1760) e aprì, come da diritto dei diplomatici napoletani, una cappella cattolica pubblica.
In seguito a una cospirazione portata avanti dalla Francia per favorire Casa Savoia, la corte inglese, sollecitata dai francesi, chiese l'allontanamento dell'Albertini (1763) da Londra. Come conseguenza di tale episodio la nobiltà napoletana si astenne per un certo periodo dal ricevere e frequentare l'ambasciatore francese alla Corte di Napoli.
Lo stesso anno l'Albertini venne nominato ministro plenipotenziario a Lisbona presso la Corte di Giuseppe I; sulla strada verso la capitale portoghese ebbe un colloquio privato chiarificatore con Luigi XV di Francia.
Nel 1760 venne nominato cavaliere dell'ordine di San Gennaro, massima onorificenza del Regno.
Nel 1775 viene nominato ministro plenipotenziario a Roma; l'anno successivo gestì la crisi diplomatica creatasi in seguito alla volontà della Corte di abolire la Chinea, antico tributo feudale che il Regno di Napoli era tenuto a versare a Roma. Il tentativo falli' in seguito alle dimissioni del primo ministro B. Tanucci pochi mesi dopo e il tributo verrà' definitivamente abolito solamente nel 1788.
Tornato a Napoli (1782) fu Segretario di Stato (Consiglio dei Ministri del Regno di Napoli), insieme al Marchese di Sambuca, al Marchese Carlo de Marco e Sir Acton, nonché presidente del Supremo Consiglio delle Finanze, organo di gestione delle finanze del Regno creato con lo scopo di formare una maggior intesa fra il governo e l'intelligenza riformistica e illuministica del Regno. L'Albertini chiese e ottenne la partecipazione al Consiglio del principe giurista Gaetano Filangieri, dell'abate Ferdinando Galiani, e degli economisti Giuseppe Palmieri, Domenico Grimaldi, Melchiorre Delfico e Giuseppe Maria Galanti, tra le migliori menti dell'illuminismo napoletano.
Fece parte anche della giunta Suprema degli abusi.
Il principe di Talleyrand lo ricorda come l'unico uomo politico napoletano che si oppose fino alla morte alle mire dello zar di Russia sullo Stato dei Presidi.
Nel 1774 iniziò la costruzione del nuovo palazzo di famiglia (Palazzo Albertini di Cimitile) in via Santa Teresa degli Scalzi, l'avito palazzo di Porta San Gennaro sarà inglobato nell'ospedale degli Incurabili.
Aveva sposato nel 1758 Donna Francesca Carafa, figlia di Giovanni duca di Noja.
Morì a Napoli il 12 aprile 1788: un monumento sepolcrale fatto costruire dal fratello Gaetano lo ricorda nella cappella di famiglia nella Chiesa di San Severino e Sossio in Napoli (Persone sepolte a Napoli). Era zio del diplomatico Fabio Albertini